# اسریک چاو
اسریک چاو (انگلیسی: Osric Chau؛ زاده ۲۰ ژوئیهٔ ۱۹۸۶) یک هنرپیشه، بدل‌کاری، و هنرهای رزمی است.
از بازی های معروف او نقش کوین در سریال سوپرنچرال میباشد.